# Unione Sportiva Dilettantistica Gavorrano 2009-2010
Questa pagina raccoglie le informazioni riguardanti l'Unione Sportiva Dilettantistica Gavorrano nelle competizioni ufficiali della stagione 2009-2010.

## Risultati

### Serie D

#### Poule scudetto
| 30 maggio 2010 Giornata 1 | Gavorrano | 0 – 1 | Pisa |  |

| 6 giugno 2010 Giornata 2 | Chieti | 1 – 1 | Gavorrano |  |